# Венцель, Карл
Карл Венцель (нем. Carl Wentzel; 9 декабря 1876, Брахвиц — 20 декабря 1944, Берлин), также Карл Венцель-Тейченталь (нем. Carl Wentzel-Teutschenthal) — немецкий промышленник, крупный сельскохозяйственный предприниматель Германской империи, Веймарской республики и нацистской Германии. Организатор и владелец вертикально-интегрированной агропромышленной компании Carl Wentzel/J.G. Boltze. Примыкал к антигитлеровскому заговору 20 июля 1944. Был арестован и казнён.

## Продолжатель бизнес-династии
Родился в семье аграрного предпринимателя. Дед Карла Венцеля — основатель предпринимательской династии — построил сахарный завод в Лангенбогене, приобрёл земельные владения и буроугольные шахты в Штедтене, Амсдорфе и Тейчентале. Отец Карла Венцеля значительно расширил бизнес компании Carl Wentzel.
Образование Карл Венцель получил в Наумбурге. Изучал юриспруденцию и агрономию. С 1897 самостоятельно занялся агробизнесом. В 1906 он женился на Элле фон Циммерман, наследнице агрокомпании J.G. Boltze.
С 1907, после смерти отца, Карл Венцель объединил унаследованные активы с активами жены и возглавил компанию Carl Wentzel/J.G. Boltze. Местом проживания Венцеля и штаб-квартирой компании являлся семейный замок Тейченталь близ Галле, название которого стало второй частью фамилии предпринимателя.

## Глава агропромышленной компании
Вертикально-интегрированный холдинг Carl Wentzel/J.G. Boltze являлся одним из крупнейших сельскохозяйственных предприятий Германии и крупнейшим в Саксонии и Ангальте. Структура включала производительные земельные угодья, животноводческие фермы, сахарные и винокуренные заводы, мельницы, производства картофеля, солода, удобрений и строительных материалов, а также угледобычу, металлургию, дорожное строительство и выработку электроэнергии.
Экономические позиции Карла Венцеля вполне сохранились и после поражения Германской империи в Первой мировой войны. Будучи по политическим взглядам консерватором и монархистом, Венцель принял как неизбежность революционные перемены и признал Веймарскую республику. Он возглавлял наблюдательные советы нескольких компаний по производству сахара и профильного банка, горнодобывающую ассоциацию в Галле.
В системе Венцеля-Тейченталя работали до 40 тысяч человек — 18 тысяч в сельском хозяйстве, 22 тысячи в промышленности. Компания Венцеля отличалась особым вниманием к социальной сфере. Рабочие имели от предприятий жильё, медицинское обслуживание и детские сады, кассы взаимопомощи, доплаты к пенсиям.
Карл Венцель-Тейченталь описывался современниками как человек твёрдого характера, честный, скромный и дружелюбный, открытый в общении и внимательный к другим мнениям. Эти черты оказались опасны для него после прихода к власти национал-социалистов.

## Заговор и казнь

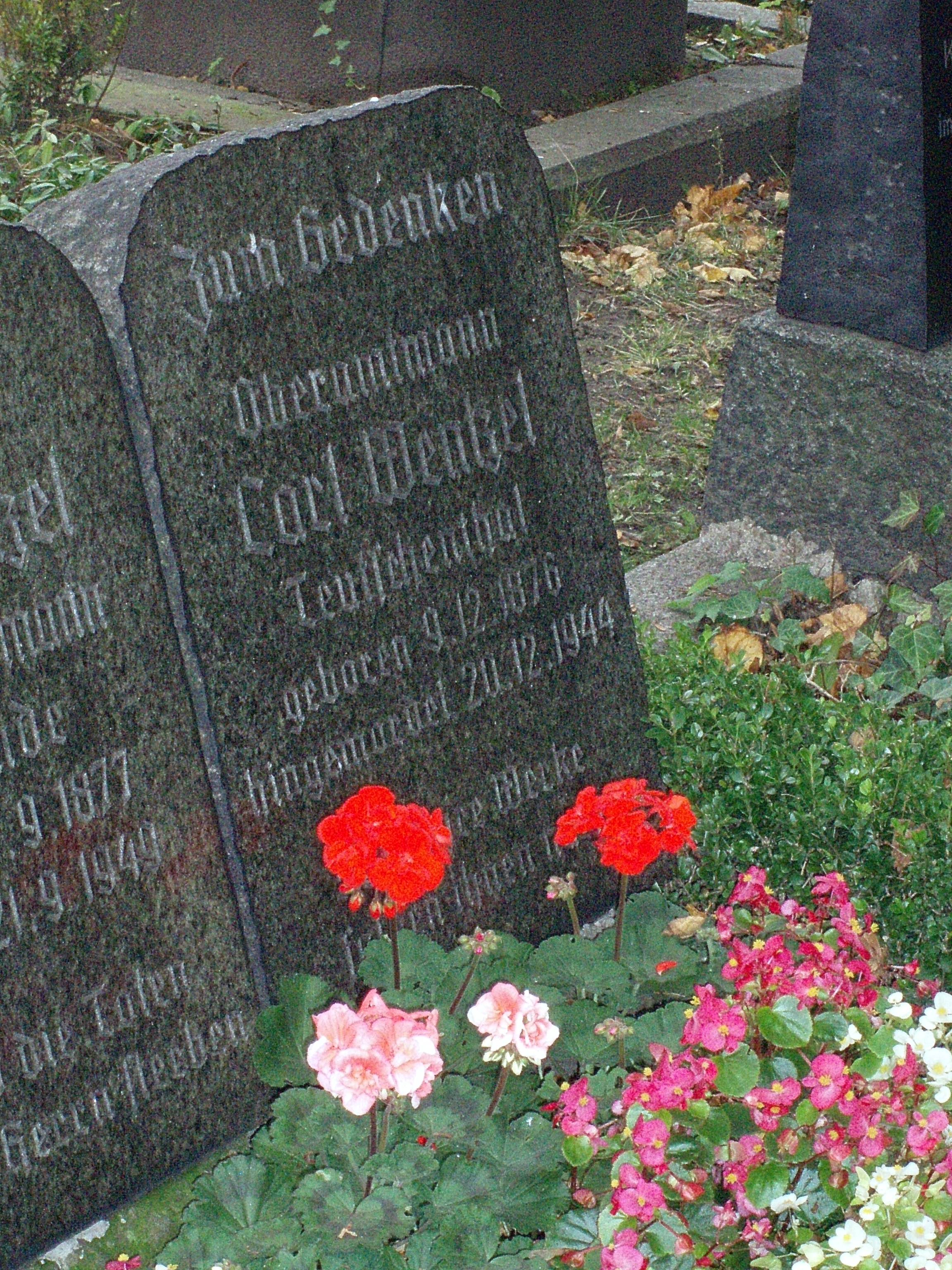

Карл Венцель не состоял в НСДАП, не финансировал нацистов, не оказывал Гитлеру политической поддержки. Человек консервативных взглядов, он отторгал «революционные преобразования» нацистской Германии. К гитлеризму он с самого начала относился крайне негативно. Однако, как и после 1918, Венцель принял новую государственную власть и лояльно сотрудничал с режимом. Венцель-Тейченталь участвовал в разработке Четырёхлетнего плана в части наращивания сельскохозяйственного производства.
Ещё в 1930-х Карл Венцель сблизился с Карлом Фридрихом Гёрделером и другими представителями консервативной оппозиции гитлеризму. С 1935 он входил в неформальную группу Reusch Circle — собрание крупных промышленников и аграриев во главе с предпринимателем Паулем Рейшем. Совещания неоднократно происходили в замке Тейченталь. Участники высказывали резко оппозиционные взгляды и проекты. В ноябре 1943 в Тейчентале выступил Гёрделер с докладом об экономической политике после отстранения Гитлера от власти. Эта информация стала известна гестапо.
Непосредственно Венцель-Тейченталь не участвовал в Заговоре 20 июля 1944. Но его знакомство с заговорщиками и сочувствие их планам было самоочевидным. Через десять дней после неудачного покушения на Гитлера группенфюрер СС Людольф-Герман фон Альвенслебен арестовал Венцеля-Тейченталя. Таким образом Альвенслебен заодно избавлялся от крупного денежного долга и занимал замок в Шохвице.
13 ноября 1944 Народная судебная палата под председательством Роланда Фрейслера приговорила Карла Венцеля-Тейченталя к смертной казни. 20 декабря 1944 он был повешен в тюрьме Плётцензее. Элла и Карл-Фридрих — жена и сын Венцеля — были брошены в концлагерь. Все экономические активы и личное имущество членов семьи — в том числе предметы высокой художественной ценности (картины, произведения графики, антикварная мебель) — подверглось конфискации.

## Семья, память, наследство

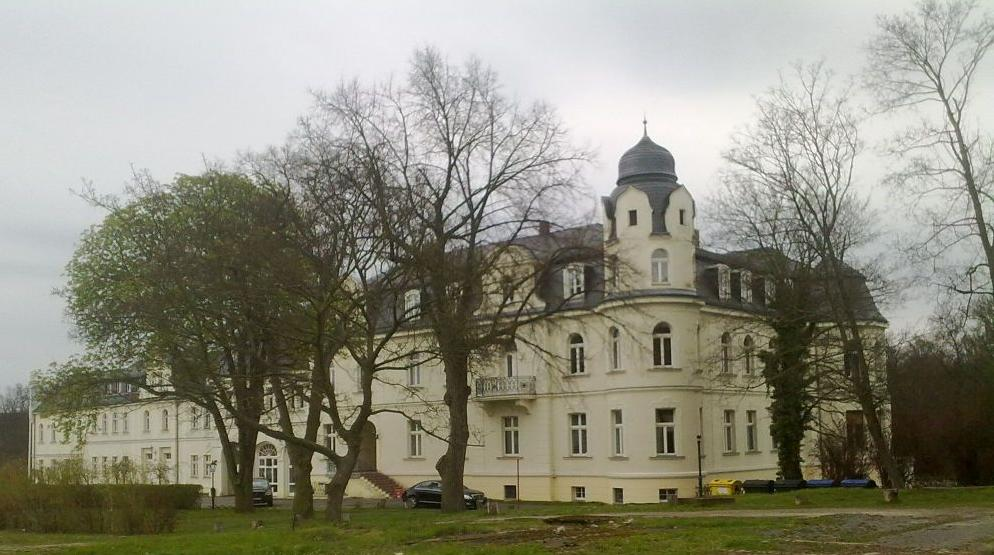
Замок Тейченталь

После Второй мировой войны Саксония-Анхальт вошла в советскую зону оккупации. Права собственности наследников Карла Венцеля не были признаны в ГДР, все активы национализированы. В этом плане власти ГДР фактически сохранили в силе решения гитлеровского государства. Элла Циммерман-Венцель скончалась в глубокой бедности в 1949 в Галле. Карл-Фридрих Венцель эмигрировал в Австрию, скончался в 1954.
Имя Карла Венцеля-Тейченталя не было широко известно в контексте Заговора 20 июля, хотя в советских источниках он упоминался как «единственный крупный промышленник, после заговора приговорённый нацистами к смерти». Более широкую известность он приобрёл после воссоединения Германии в 1990. В ФРГ и других странах Запада Карл Венцель-Тейченталь рассматривается как противник гитлеризма и жертва нацистского режима.
В ФРГ правительство земли Саксония-Анхальт возвратило прежнее имение внукам Венцеля-Тейченталя Карлу-Фридриху и Карлу-Штефану. Оба проживают в Тейчентале, известны по местной светской хронике. Инвентарь замка, включающий художественные ценности, предоставляется музеям для экспонирования. Карл-Фридрих Венцель-младший занимается гостиничным бизнесом. Он ведёт длительную тяжбу с властями, требуя возвратить не только недвижимость, но и ценные произведения искусства, оцениваемые в несколько миллионов евро.